# Ricardo Bagadur
Ricardo Bagadur (* 16. September 1995 in Rijeka) ist ein kroatischer Fußballspieler.

## Karriere

### Verein
Bagadur begann seine Karriere beim NK Naprijed Hreljin. Zur Saison 2008/09 wechselte er zum NK Klana. Zur Saison 2009/10 wechselte er in die Jugend des HNK Rijeka. Im September 2013 stand er erstmals im Profikader von Rijeka, sein Profidebüt gab er dann im folgenden Monat in einem Cupspiel. Im Februar 2014 wechselte er leihweise zum Zweitligisten NK Pomorac Kostrena. Für Pomorac spielte er achtmal in der 2. HNL bis Saisonende.
Zur Saison 2014/15 kehrte Bagadur zunächst nach Rijeka zurück, ehe er im August 2014 nach Italien zur AC Florenz wechselte. Dort spielte er zunächst für die U-19-Mannschaft, ehe er im März 2015 auch erstmals im Kader der Profis stand. Im Mai 2015 gab er dann sein Debüt in der Serie A, es sollte allerdings sein einziges Spiel für die Fiorentina bleiben. Im Januar 2016 wechselte er leihweise zum Zweitligisten US Salernitana. Für Salerno kam er zu elf Einsätzen in der Serie B. Zur Saison 2016/17 wurde er innerhalb der zweiten Liga an Benevento Calcio weiterverliehen. Mit Benevento stieg er zu Saisonende in die Serie A auf, für den Klub kam er aber nur einmal in der Serie B zum Einsatz.
Zur Saison 2017/18 kehrte der Abwehrspieler nicht mehr nach Florenz zurück, sondern wechselte fest zum Zweitligisten Brescia Calcio. Für Brescia spielte er aber nie. Im Januar 2018 wurde er an den Drittligisten Feralpisalò verliehen, für den er zu drei Einsätzen in der Serie C kam. Zur Saison 2018/19 kehrte er dann nicht mehr nach Brescia zurück. Nach mehreren Monaten ohne Klub wechselte er im September 2018 zurück in seine Heimat zum NK Osijek, für dessen Zweitligamannschaft er spielen sollte. Insgesamt kam er zu acht Einsätzen in der 2. HNL. Nach der Saison 2018/19 verließ er Osijek wieder. Nach eineinhalb Jahren ohne Verein schloss er sich dann im Januar 2021 dem Ligakonkurrenten NK Hrvatski dragovoljac an. Für Hrvatski Dragovoljac kam er zu 13 Zweitligaeinsätzen, ehe er mit dem Verein zu Saisonende in die 1. HNL aufstieg. Im Oberhaus kam er bis zur Winterpause 2021/22 zu 18 Einsätzen.
Im Januar 2022 wechselte Bagadur wieder eine Liga tiefer und wechselte zum NK Varaždin. Für Varaždin absolvierte er sieben Zweitligapartien, auch mit diesem Klub stieg er zu Saisonende in die 1. HNL auf. Zur Saison 2022/23 wechselte er allerdings zum Zweitligisten NK Croatia Zmijavci. Für Zmijavci kam er zu 13 Zweitligaeinsätzen. Im Januar 2023 wechselte er zum österreichischen Regionalligisten DSV Leoben. Für Leoben absolvierte er bis zum Ende der Spielzeit zwölf Partien in der Regionalliga und stieg mit dem Verein in die 2. Liga auf. In der 2. Liga kam er in der Saison 2023/24 bis zur Winterpause zu vier Einsätzen.
Im Februar 2024 kehrte er nach Kroatien zurück und wechselte zum Zweitligisten HNK Orijent 1919 Rijeka.

### Nationalmannschaft
Bagadur spielte zwischen 2013 und 2015 insgesamt neunmal für die kroatischen Jugendnationalteams.